# Élections fédérales canadiennes de 1984
Les élections fédérales canadiennes de 1984, soit la 33e élection générale depuis la Confédération canadienne de 1867, se déroulent le 4 septembre 1984 afin d'élire les députés de la 33e législature de la Chambre des communes du Canada. Le Parti progressiste-conservateur du Canada remporte lors du scrutin la plus grande majorité parlementaire de l'histoire du Canada.

## Enjeux
L'élection se dispute presque entièrement sur le thème du bilan des libéraux, qui sont au pouvoir depuis l'élection de 1963 (à l'exception d'une brève interruption en 1979).
Pierre Elliott Trudeau, qui a été premier ministre de 1968 à 1979, et de 1980 à 1984, prend sa retraite de la politique tôt en 1984 après que les sondages eurent révélé que les libéraux seraient certainement battus lors de la prochaine élection s'il demeurait en poste. Lui succède John Turner, un ancien ministre sous Trudeau et Lester B. Pearson, qui est absent de la politique depuis 1975. Turner fait des changements immédiats dans une tentative de reconstruire la réputation ravagée des libéraux. Par exemple, il annonce qu'il ne sera pas candidat lors d'une élection partielle pour réintégrer la chambre des communes, mais attendra plutôt la prochaine élection générale pour être candidat libéral dans Vancouver Quadra (Colombie-Britannique). C'est un départ marqué de la procédure habituelle selon laquelle un député dans une circonscription sûre démissionne pour permettre à un chef de parti nouvellement élu de se faire élire aux communes. Les libéraux avaient perdu la faveur des Canadiens de l'Ouest, et les politiques telles que le Programme énergétique national n'avaient fait qu'aggraver ce sentiment. Le projet de Turner de se présenter dans une circonscription de l'Ouest fait partie de sa tentative de reconstruire le parti dans cette région. Les libéraux à l'époque ne détiennent aucun siège à l'ouest du Manitoba.
Encore plus grave, il y a une grande perte d'affection pour le gouvernement libéral au Québec, qui n'a pas digéré d'être exclu de l'accord constitutionnel de 1982 (voir aussi Nuit des Longs Couteaux (Québec)). Bien que le Québec n'ait pas ratifié la Loi constitutionnelle de 1982, la Cour suprême du Canada avait déclaré qu'il était lié par elle. C'est dans l'espoir de résoudre cette situation que Brian Mulroney, un homme d'affaires québécois couramment bilingue, est élu chef du Parti progressiste-conservateur.
Turner n'a aucune obligation de déclencher une élection avant 1985 ; toutefois, des sondages internes indiquent que les libéraux ont repris l'avance dans les intentions de vote de la population. En conséquence, il demande à la gouverneure générale Jeanne Sauvé de dissoudre le parlement le 4 juillet. En accord avec la pratique constitutionnelle canadienne, Sauvé accepte la demande et fixe la date du scrutin au 4 septembre.
L'avance libérale commence à fondre après plusieurs gaffes commises par Turner. Entre autres, il est filmé lorsqu'il donne une tape sur le postérieur à la présidente du Parti libéral Iona Campagnolo. Turner se défend en disant qu'il s'agissait d'un geste amical, ne réalisant pas que ce geste est interprété comme de la condescendance par beaucoup de femmes.
D'autres électeurs se retournent contre les libéraux à cause de leur legs de corruption. Une question particulièrement importante est la recommandation par Trudeau pour la nomination de plus de 200 fidèles du Parti libéral à des postes de patronage juste avant son départ. Les nominations enragent les Canadiens de toutes allégeances. Turner avait le droit de conseiller le retrait des nominations (ce à quoi Jeanne Sauvé devait consentir selon la convention constitutionnelle) mais il ne le fait pas. De plus, lui-même nomme plus de 70 libéraux de plus à différents postes malgré sa promesse d'apporter une nouvelle façon de faire en politique à Ottawa. Il cite un accord écrit avec Trudeau, affirmant que si Trudeau lui-même s'était chargé des nominations, les libéraux auraient sûrement perdu l'élection. Toutefois, le fait qu'il avait déclenché l'élection avec un an d'avance endommage sa crédibilité.

## Déroulement de la campagne

### Débats des chefs
Le 25 juillet, cette question est au cœur de l'un des débats les plus célèbres de l'histoire électorale canadienne. Turner apprend que Mulroney préparait une énorme machine de patronage pour l'éventualité de sa victoire. Au débat télévisé en anglais opposant Mulroney, Turner et le chef néo-démocrate Ed Broadbent, Turner commence à attaquer Mulroney sur ses plans de patronage, les comparant aux pratiques de l'Union nationale sous Maurice Duplessis au Québec. Mulroney lui renvoie la balle, citant les centaines de nominations controversées faites sur conseil de Trudeau et Turner. Mulroney exige de Turner que celui-ci demande pardon au pays pour ne pas avoir annulé ses propres nominations ainsi que celles de Trudeau. Turner, visiblement surpris, ne peut répliquer que « Je n'avais pas le choix » que de laisser les nominations aller de l'avant. Mulroney lui sert alors sa réponse célèbre :
« You had an option, sir. You could have said, 'I am not going to do it. This is wrong for Canada, and I am not going to ask Canadians to pay the price.' You had an option, sir — to say 'no' — and you chose to say 'yes' to the old attitudes and the old stories of the Liberal Party. That sir, if I may say respectfully, that is not good enough for Canadians. »
— Brian Mulroney
        
« Vous aviez le choix, monsieur. Vous auriez pu dire : "Je ne le ferai pas. C'est mal pour le Canada, et je ne demanderai pas aux Canadiens de payer le prix." Vous aviez le choix, monsieur — celui de dire "non" — et vous avez choisi de dire "oui" aux vieilles attitudes et aux vieilles histoires du Parti libéral. Ça, monsieur, avec respect, ce n'est pas suffisant pour les Canadiens. »
Turner, visiblement déstabilisé par cette réponse cinglante de Mulroney, ne peut que répéter « je n'avais pas le choix ». Mulroney, visiblement en colère, qualifie cela d'« aveu d'échec » et dit à Turner : « Vous aviez le choix, monsieur. Vous auriez pu faire mieux. »
Selon la plupart des observateurs, cet échange met fin à tout espoir réaliste pour les libéraux de demeurer au pouvoir. Turner avait projeté l'image d'un chef faible et incapable de prendre une décision, et une pâle copie du détesté Pierre Trudeau. La contre-attaque célèbre de Mulroney est considérée comme l'un des K.O. les plus célèbres dans l'histoire des débats politiques.
Les dernières journées de la campagne ne sont plus qu'une succession de gaffes libérales. Turner continue à utiliser un langage dépassé des années 1970, projetant l'image d'une relique du passé. Turner embauche une bonne partie des anciens stratèges de Trudeau dans les dernières semaines dans une tentative de renverser la vapeur, mais cela n'a aucun effet sur la chute des libéraux dans les sondages. Trudeau ne fait pas campagne pour appuyer Turner ; il ne fait que se monter pour appuyer divers candidats libéraux individuels.
En plus des progressistes-conservateurs, le Nouveau Parti démocratique bénéficie également de la chute des libéraux. Sous la direction de Broadbent, le parti a récolté son plus grand appui jusque-là dans l'opinion publique, et il remplace même les libéraux comme deuxième parti d'importance à bien des endroits dans l'Ouest.

### Soutiens de la presse
|                    | En 1980 | En 1980 | En 1984 | En 1984 |
| ------------------ | ------- | ------- | ------- | ------- |
| Le Devoir          |         | NPD,    |         | PC      |
| Le Soleil          |         | PC      |         | PC      |
| La Presse          |         | Libéral |         | Aucun   |
| The Gazette        |         | PC      |         | Aucun   |
| The Globe and Mail |         |         |         | PC      |
| Le Droit           |         |         |         | PC      |
| Toronto Star       |         | Libéral |         | Libéral |

## Sondages

### Après répartition des indécis
|                                                                                |       |       |       |      |               |       |
| Résultats du vote                                                              | 50,03 | 28,02 | 18,81 | 3,14 |               |       |
| 31 août 1984                                                                   | 50    | 28    | 19    | 3    | Gallup        | 2 078 |
| 29 août 1984                                                                   | 51    | 26    | 21    | 2    | Thompson/CTV, | NC    |
| 22 août 1984                                                                   | 56,5  | 27    | 15    | 1,5  | Carleton      | 1 533 |
| 19 août 1984                                                                   | 49    | 32    | 18    | 1    | CROP          | NC    |
| 12 août 1984                                                                   | 49    | 32    | 18    | 1    | CBC           | NC    |
| 11 août 1984                                                                   | 46    | 32    | 18    | 4    | Gallup        | NC    |
| 7 août 1984                                                                    | 51    | 32    | 15,5  | 1,5  | Southam       | NC    |
| 31 juillet 1984                                                                | 45    | 36    | 17    | 2    | Thompson/CTV  | NC    |
| 12 juillet 1984                                                                | 42,5  | 45    | NC    | NC   | Carleton      | NC    |
| Déclenchement des élections (9 juillet 1984)                                   |       |       |       |      |               |       |
| 8 juillet 1984                                                                 | 39    | 49    | 11    | 1    | CROP          | 1 950 |
| 7 juillet 1984                                                                 | 39    | 48    | 11    | 2    | Gallup        | NC    |
| John Turner devient premier ministre du Canada (30 juin 1984)                  |       |       |       |      |               |       |
| 4 mai 1984                                                                     | 46    | 41    | 11    | 2    | CROP          | 1 942 |
| 31 mars 1984                                                                   | 40    | 46    | NC    | NC   | Gallup        | NC    |
| 16 mars 1984                                                                   | 50    | 38    | 11    | 1    | CROP          | 1 946 |
| Annonce par Pierre Elliott Trudeau de sa démission prochaine (29 février 1984) |       |       |       |      |               |       |
| 5 décembre 1983                                                                | 51    | 36    | 12    | 1    | CROP          | 1 946 |

### Avant répartition des indécis
| Dernier jour du sondage | P.-C. | PLC | NPD | Autres | Indécis | Sondeur  | Échantillon | ME    | Source |
| ----------------------- | ----- | --- | --- | ------ | ------- | -------- | ----------- | ----- | ------ |
| Dernier jour du sondage |       |     |     |        | Indécis | Sondeur  | Échantillon | ME    | Source |
| 22 août 1984            | 41    | 19  | 11  | 1      | 28      | Carleton | 1 533       | ± 3,0 | PDF    |

### Par zone géographique
| Sondeur           | Date             |     | PC   | PC   | PC | PC   | PC   | PC  |      | Libéral | Libéral | Libéral | Libéral | Libéral | Libéral |      | NPD | NPD  | NPD  | NPD | NPD | NPD |    | Autres | Autres | Autres | Autres | Autres | Autres |
| Sondeur           | Date             |     |      |      |    |      |      |     |      |         |         |         |         |         |         |      |     |      |      |     |     |     |    |        |        |        |        |        |        |
| Sondeur           | Date             | ATL | QC   | ON   | PR | AB   | CB   | ATL | QC   | ON      | PR      | AB      | CB      | ATL     | QC      | ON   | PR  | AB   | CB   | ATL | QC  | ON  | PR | AB     | CB     |        |        |        |        |
| Résultats du vote | 4 septembre 1984 |     | 50,2 | 47,6 |    | 68,8 | 46,6 |     | 35,4 | 29,8    |         | 12,7    | 16,4    |         | 8,8     | 20,8 |     | 14,1 | 35,1 |     |     |     |    |        |        |        |        |        |        |
| Thompson          | 31 août 1984     | NC  | 57   | NC   | NC | NC   | NC   | NC  | 29   | NC      | NC      | NC      | NC      | NC      | 9       | NC   | NC  | NC   | NC   | NC  | 5   | NC  | NC | NC     | NC     |        |        |        |        |
| CROP              | 16 mars 1984     | 56  | 32   | 53   | 63 | 63   | 63   | 38  | 59   | 36      | 19      | 19      | 19      | 7       | 7       | 10   | 18  | 18   | 18   | 1   | 2   | 1   | 1  | 1      | 1      |        |        |        |        |
| CROP,             | 5 décembre 1983  | 55  | 35   | 57   | 59 | 59   | 59   | 33  | 57   | 31      | 22      | 22      | 22      | 12      | 6       | 13   | 19  | 19   | 19   | 0   | 2   | 0   | 0  | 0      | 0      |        |        |        |        |

## Résultats

### Partis

#### Parti libéral
Le ressentiment accumulé contre Trudeau, et l'échec de Turner à y échapper, crée un fiasco pour les libéraux. Ils perdent près de la moitié de leur part des suffrages de 1980, tombant de 44 % à 28 %. Leur représentation aux communes tombe de 135 sièges à 40 — leur pire performance depuis la confédération. À l'époque, cette perte de 95 sièges est la pire défaite jamais connue pour un parti au pouvoir. Ils ne remportent que deux sièges à l'ouest de l'Ontario. Un de ceux-ci est celui de Turner, qui parvient à défaire le député conservateur sortant dans Vancouver Quadra.
Le plus dévastateur, c'est la déroute des libéraux au Québec. Ils ne remportent que 17 sièges, tous sauf quatre dans la région de Montréal. Cette province avait été la forteresse des appuis libéraux depuis près d'un siècle — en effet, le balayage conservateur de 1958 était la seule fois depuis l'élection de 1896 que les libéraux n'étaient pas parvenus à remporter la majorité des sièges au Québec. En Ontario, les libéraux ne gagnent que 14 sièges, perdent la presque totalité de leurs sièges à l'extérieur de la ville de Toronto. Onze membres du conseil des ministres de Turner sont défaits.

#### Parti progressiste-conservateur
Dès le début de l'élection, Mulroney concentre ses efforts sur le plan de faire embarquer les nationalistes québécois dans sa coalition de conservateurs sociaux de l'Ouest canadien et des conservateurs fiscaux de l'Ontario et des provinces de l'Atlantique. Cette stratégie, combinée à sa dénonciation de la corruption au sein du gouvernement libéral, connaît un succès qui dépasse tout ce qu'imaginait Mulroney. Les progressistes-conservateurs remportent 211 sièges, trois de plus que leur record précédent de 208 sièges dans leur victoire monstre de 1958. Ils remportent une majorité de sièges dans chaque province et territoire, devenant un véritable parti national pour la première fois depuis 1958. Ils remportent également plus de la moitié des suffrages à l'échelle nationale ; aucun parti canadien n'est parvenu à répéter cet exploit depuis.
Les tories connaissent une percée phénoménale au Québec, où ils avaient été quasiment incapables de se faire élire depuis près d'un siècle. Toutefois, c'est la promesse d'une nouvelle entente constitutionnelle avec le Québec qui pousse la province à lui donner son allégeance. Après n'avoir remporté qu'un seul siège sur 75 en 1980, les tories remportent 58 sièges en 1984, leur meilleur score au Québec de toute leur histoire. Dans plusieurs cas, des circonscriptions où peu de résidents avaient déjà été représenté par un député conservateur les élisent par des marges semblables à ce qu'avaient connu les libéraux auparavant.

#### Nouveau Parti démocratique
Le NPD ne perd qu'un seul siège, ce qui dépasse les attentes considérant l'ampleur de la vague conservatrice. Plus important encore, leurs 30 sièges ne les placent qu'à 10 derrière les libéraux. Même si le NPD était établi depuis longtemps comme le troisième parti majeur au Canada, jamais aucun parti ne s'était à ce point rapproché des libéraux ou des conservateurs depuis la confédération. Certains spéculent que le Canada se dirigeait vers une division Tory-travailliste semblable au Royaume-Uni où le NPD détrônerait les libéraux comme principal parti d'opposition.

### Dans le pays
|                                                                                 |                              |                     |                     |        |             |        |            |               |         |          |
| Part                                                                            | Part                         | Chef                | Nombre de candidats | Sièges | Sièges      | Sièges | Sièges     | Voix          | Voix    | Voix     |
| Part                                                                            | Part                         | Chef                | Nombre de candidats | 1980   | Dissolution | Élus   | % Diff.    | Nombre absolu | %       | Diff.    |
|                                                                                 | Progressiste-conservateur    | Brian Mulroney      | 282                 | 103    | 100         | 211    | +104,9 %   | 6 278 818     | 50,03 % | +17,59 % |
|                                                                                 | Libéral                      | John Turner         | 282                 | 147    | 135         | 40     | -72,8 %    | 3 516 486     | 28,02 % | -16,32 % |
|                                                                                 | Nouveau Parti démocratique   | Ed Broadbent        | 282                 | 32     | 31          | 30     | -6,3 %     | 2 359 915     | 18,81 % | -0,97 %  |
|                                                                                 | Aucune appartenance          | Aucune appartenance | 20                  | -      | -           | 1      |            | 39 298        | 0,31 %  | +0,29 %  |
|                                                                                 | Rhinocéros                   | Cornélius 1er       | 88                  | -      | -           | -      | -          | 99 178        | 0,79 %  | -0,22 %  |
|                                                                                 | Parti nationaliste du Québec | Denis Monière       | 74                  | *      | *           | -      | *          | 85 865        | 0,68 %  | *        |
|                                                                                 | Confederation of Regions     | Elmer Knutson       | 55                  | *      | *           | -      | *          | 65 655        | 0,52 %  | *        |
|                                                                                 | Parti vert                   | Trevor Hancock      | 60                  | *      | *           | -      | *          | 26 921        | 0,21 %  | *        |
|                                                                                 | Libertarien                  | Victor Levis        | 72                  | -      | -           | -      | -          | 23 514        | 0,19 %  | +0,05 %  |
|                                                                                 | Indépendant                  | Indépendant         | 65                  | -      | 1           | -      | -          | 22 067        | 0,18 %  | +0,04 %  |
|                                                                                 | Crédit social                | Ken Sweigard        | 51                  | -      | -           | -      | -          | 16 659        | 0,13 %  | -1,56 %  |
|                                                                                 | Communiste                   | William Kashtan     | 51                  | -      | -           | -      | -          | 7 479         | 0,06 %  | +x       |
|                                                                                 | Commonwealth                 | Gilles Gervais      | 66                  | *      | *           | -      | *          | 7 007         | 0,06 %  | *        |
|                                                                                 | Vacant                       | Vacant              | Vacant              | Vacant | 15          |        |            |               |         |          |
| Total                                                                           | Total                        | 1 449               | 282                 | 282    | 282         | -      | 12 548 862 | 100 %         |         |          |
| Sources : http://www.elections.ca — Historique des circonscriptions depuis 1867 |                              |                     |                     |        |             |        |            |               |         |          |

Remarques :
- « Diff. » réfère au changement depuis l'élection précédente.
- x : désigne moins de 0,05 % des voix.
- La Ligue ouvrière révolutionnaire présente 5 candidats : Michel Dugrué, Katy Le Rougetel, Larry Johnston, Bonnie Geddes et Bill Burgess. Comme le parti n'est pas enregistré, ils apparaissent tous sur le bulletin de vote comme des candidats indépendants ou sans appartenance.

### Par province
| Parti                                 | Parti                      | Parti          | C-B  | AB   | SK   | MB   | ON   | QC   | N-B  | N-É  | ÎPE  | TNL  | TNO  | YK   | Total |
| ------------------------------------- | -------------------------- | -------------- | ---- | ---- | ---- | ---- | ---- | ---- | ---- | ---- | ---- | ---- | ---- | ---- | ----- |
|                                       | Progressiste-conservateur  | Sièges :       | 19   | 21   | 9    | 9    | 67   | 58   | 9    | 9    | 3    | 4    | 2    | 1    | 211   |
|                                       | Progressiste-conservateur  | Voix (%) :     | 46,6 | 68,8 | 41,7 | 43,2 | 47,6 | 50,2 | 53,6 | 50,7 | 52,0 | 57,6 | 41,3 | 56,8 | 50,0  |
|                                       | Libéral                    | Sièges :       | 1    | -    | -    | 1    | 14   | 17   | 1    | 2    | 1    | 3    | -    | -    | 40    |
|                                       | Libéral                    | Voix (%) :     | 16,4 | 12,7 | 18,2 | 21,8 | 29,8 | 35,4 | 31,9 | 33,6 | 41,0 | 36,4 | 26,9 | 21,7 | 28,0  |
|                                       | Nouveau Parti démocratique | Sièges :       | 8    | -    | 5    | 4    | 13   | -    | -    | -    | -    | -    | -    | -    | 30    |
|                                       | Nouveau Parti démocratique | Voix (%) :     | 35,1 | 14,1 | 38,4 | 27,2 | 20,8 | 8,8  | 14,1 | 15,2 | 6,5  | 5,8  | 28,2 | 16,1 | 18,8  |
|                                       | Aucune appartenance        | Sièges :       | -    | -    |      |      | 1    | -    |      |      | -    |      |      |      | 1     |
|                                       | Aucune appartenance        | Voix (%) :     | xx   | 0,2  |      |      | 0,8  | xx   |      |      | 0,4  |      |      |      | 0,3   |
| Total sièges :                        | Total sièges :             | Total sièges : | 28   | 21   | 14   | 14   | 95   | 75   | 10   | 11   | 4    | 7    | 2    | 1    | 282   |
| Partis n'ayant remporté aucun siège : |                            |                |      |      |      |      |      |      |      |      |      |      |      |      |       |
|                                       | Rhinocéros                 | Voix (%) :     | 0,4  | 0,4  | 0,2  | 0,2  | 0,1  | 2,4  |      | 0,3  |      |      |      | 1,1  | 0,8   |
|                                       | Nationaliste               | Voix (%) :     |      |      |      |      |      | 2,5  |      |      |      |      |      |      | 0,7   |
|                                       | Confederation of Regions   | Voix (%) :     | 0,2  | 2,2  | 1,3  | 6,7  |      |      |      |      |      |      |      |      | 0,5   |
|                                       | Parti vert                 | Voix (%) :     | 0,6  | 0,3  | 0,1  |      | 0,3  | 0,1  |      |      | 0,1  |      |      |      | 0,2   |
|                                       | Libertarien                | Voix (%) :     | 0,3  | 0,1  |      | 0,4  | 0,3  | 0,1  | 0,1  |      |      | 0,1  |      | 4,4  | 0,2   |
|                                       | Indépendant                | Voix (%) :     | 0,1  | 0,5  | 0,1  | 0,4  | 0,1  | 0,1  | 0,3  | 0,1  | 0,1  | 0,1  | 3,5  |      | 0,2   |
|                                       | Crédit social              | Voix (%) :     | 0,2  | 0,6  |      |      | 0,1  | 0,2  | 0,1  |      |      |      |      |      | 0,1   |
|                                       | Communiste                 | Voix (%) :     | 0,1  | 0,1  |      | 0,1  | 0,1  | 0,1  |      |      |      |      |      |      | 0,1   |
|                                       | Commonwealth               | Voix (%) :     |      |      |      |      |      | 0,2  |      |      |      |      |      |      | 0,0   |

Remarques :
- Nombre de partis : 11
  - Première participation : Confederation of Regions Party of Canada, Parti vert du Canada, Party pour le Commonwealth du Canada
  - Dernière participation : aucun
  - Unique participation : Parti nationaliste du Québec